# حشره‌خوار بیلی
 حشره‌خوار بیلی (نام علمی: Crocidura baileyi) نام یک گونه از سرده حشره‌خوارهای دندان‌سفید است.